# The Plague Within
The Plague Within es el decimocuarto álbum de larga duración de Paradise Lost. En este álbum, la banda por decirlo de alguna forma vuelve a sus raíces del death metal, pero sin abandonar totalmente el sonido de sus antecesores.

## Lista de canciones
1. No Hope in Sight 04:51
2. Terminal 04:27
3. An Eternity of Lies 05:56
4. Punishment Through Time 05:12
5. Beneath Broken Earth 06:08
6. Sacrifice the Flame 04:40
7. Victim of the Past 04:27
8. Flesh From Bone 04:18
9. Cry Out 04:29
10. Return to the Sun 05:43

Canciones extra de la edición especial
1. Fear of Silence 03:59
2. Never Look Away 05:16
3. Victim of The Past (versión en directo con orchestra) 05:13

- Datos: Q19818600